# Nicolae Sabău (muzician)
Nicolae Sabău (n. 7 decembrie 1929, Cicârlău, Maramureș, România – d. 30 decembrie 2020, Baia Mare, România) a fost un cântăreț de muzică populară, folclorist și muzician român. Între 2004 și 2008 a fost primar al comunei Cicârlău, județul Maramureș, din partea PSD.

## Biografie
Nicolae Sabău s-a născut la 7 decembrie 1929 în satul Cicârlău, aflat în acea perioadă în Județul Satu Mare (interbelic), Regatul României. A crescut într-o familie cu nouă copii și a început de mic să muncească, familiarizându-se cu viața rurală tradițională, în care cântecul popular era parte integrantă a vieții cotidiene.

## Carieră artistică
A debutat la vârsta de 16 ani cu piesele „Arză-te focu Gutâi” și „Când am zis daina, daina”. Primul său concurs național a avut loc în 1956, iar în 1957 a realizat primele înregistrări la studioul Radio Cluj, acompaniat de Orchestra Filarmonicii de Stat din Cluj. În 1958 a fost difuzat de Radio București, acompaniat de Orchestra de muzică populară Radio, dirijată de Victor Predescu.
În 1959 a devenit membru al Ansamblului de cântece și dansuri al Sfatului Popular al Regiunii Baia Mare, participând la spectacole și turnee în țară și în străinătate. A fost considerat unul dintre cei mai reprezentativi interpreți ai folclorului maramureșean.

## Activitate publică
Între 2004 și 2008, Nicolae Sabău a fost primarul comunei Cicârlău, implicându-se în viața comunității atât ca artist, cât și ca lider local.

## Moartea
A decedat pe 30 decembrie 2020, la Spitalul de Pneumofiziologie din Baia Mare, la vârsta de 91 de ani, în urma infectării cu virusul COVID-19. Casa sa a fost transformată ulterior în muzeu dedicat artei și folclorului local.

## Distincții
La 29 noiembrie 2002, președintele Ion Iliescu i-a conferit Ordinul Național **Serviciul Credincios** în grad de **Cruce națională, clasa a III-a**, „pentru crearea și transmiterea cu talent și dăruire a unor opere literare semnificative pentru civilizația românească și universală”.